# Trisetum flavescens
La gramigna bionda (Trisetum flavescens (L.) P.Beauv., 1812) è una pianta angiosperma monocotiledone appartenente alla famiglia delle Poacee (o Gramineae, nom. cons.).

## Etimologia
Il nome generico (Trisetum) deriva da due parole: "tre" e "seta" (dal latino "tres" e "saeta") e fa riferimento al lemma all'apice del quale sono presenti tre setole. L'epiteto specifico (flavescens) deriva dalla parola "giallo" e fa riferimento alle spighette giallastre.
Il binomio scientifico di questa pianta inizialmente era Avena flavescens, proposto dal botanico svedese Linneo (1707 – 1778) in una pubblicazione del 1753, modificato successivamente in quello attualmente accettato Trisetum flavescens perfezionato dal naturalista e botanico francese Ambroise Marie François Joseph Palisot de Beauvois (Arras, 27 luglio 1752 – Parigi, 21 gennaio 1820) nella pubblicazione "Essai d'une nouvelle agrostographie; ou nouveaux genres des graminées; avec figures représentant les caractères de tous les genres. Paris" (Ess. Agrostogr. 180  [88, 153]) del 1812.

## Descrizione

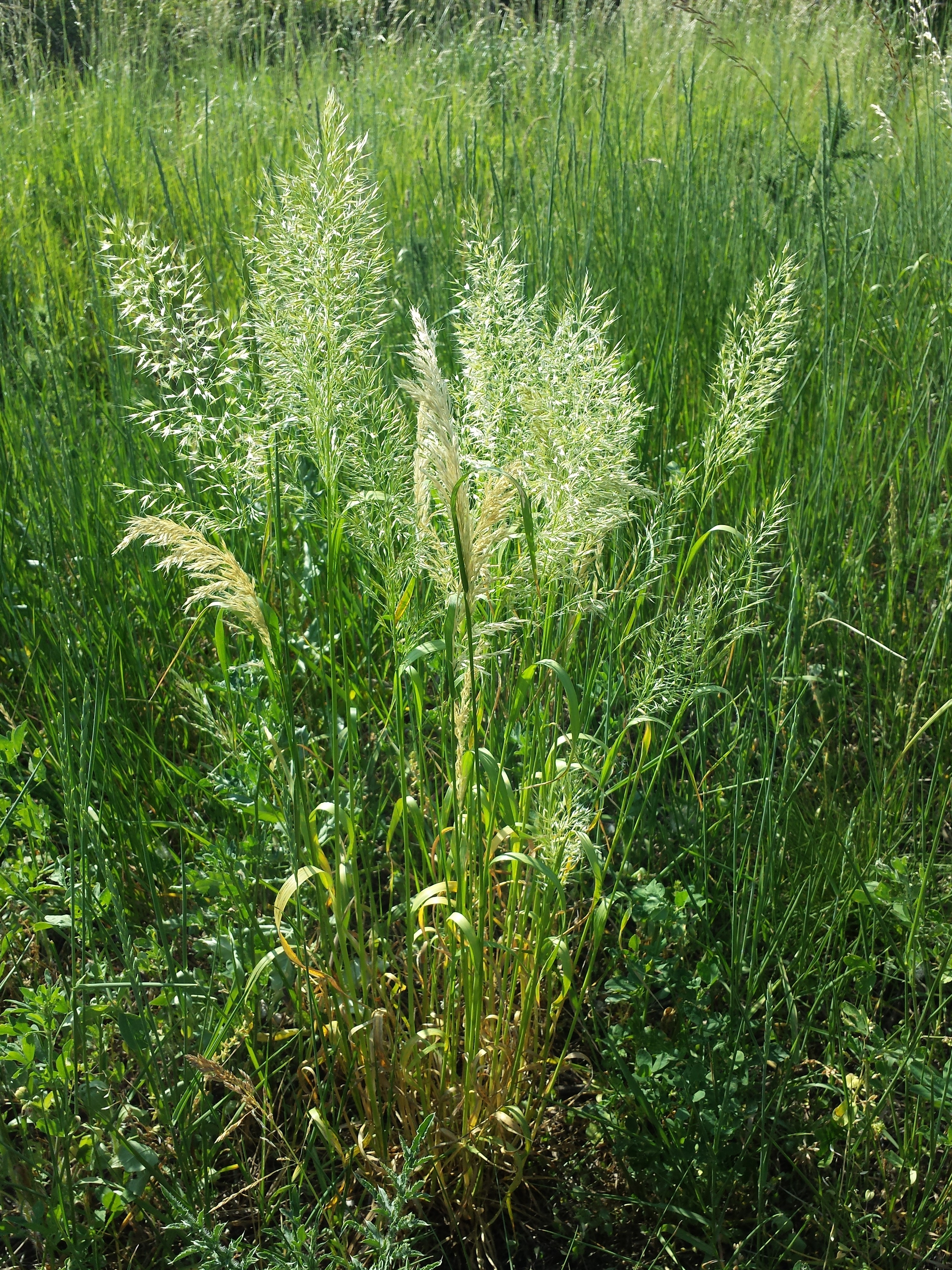
Il portamento

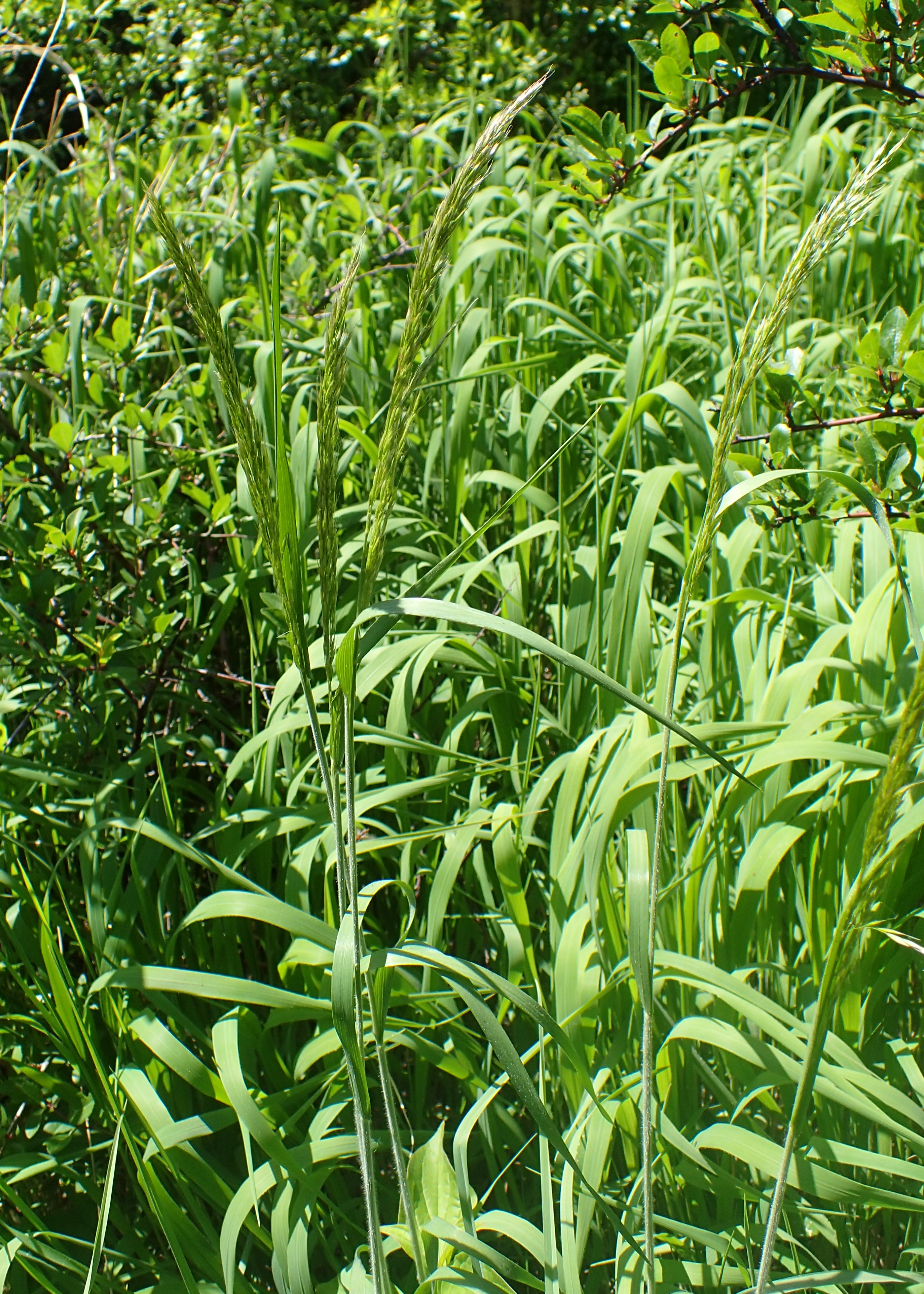
Le foglie

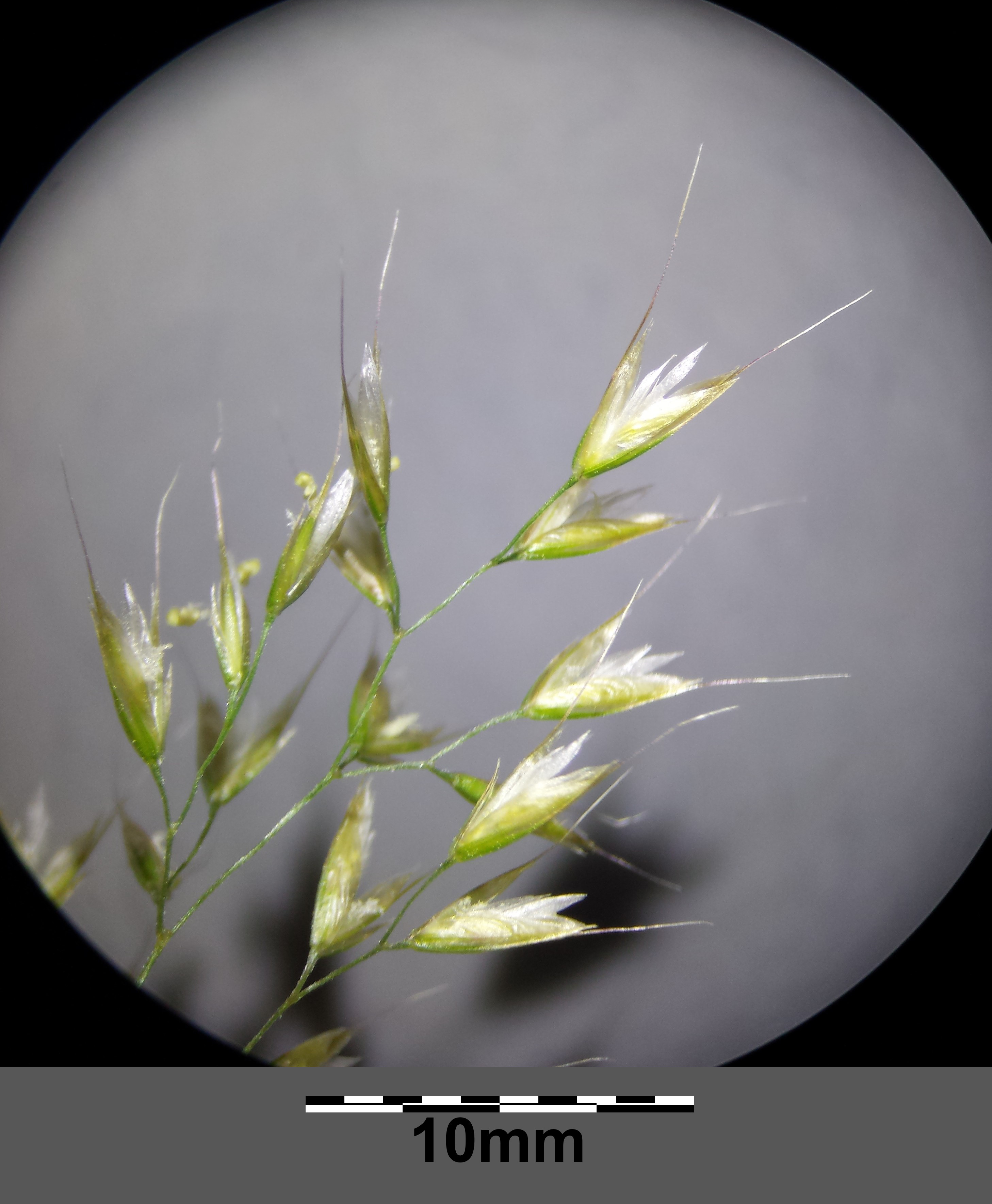
Infiorescenza

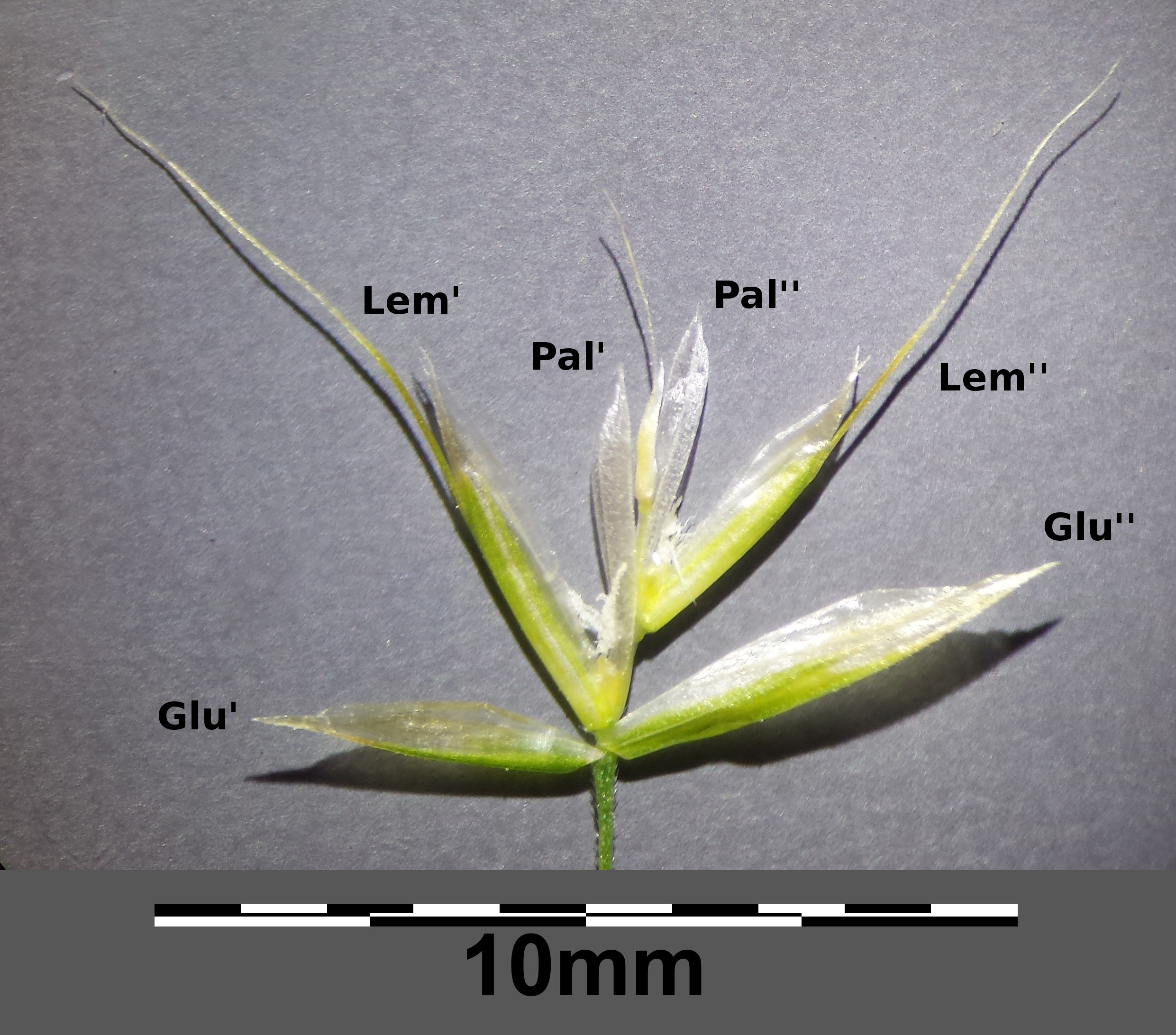
I fiori

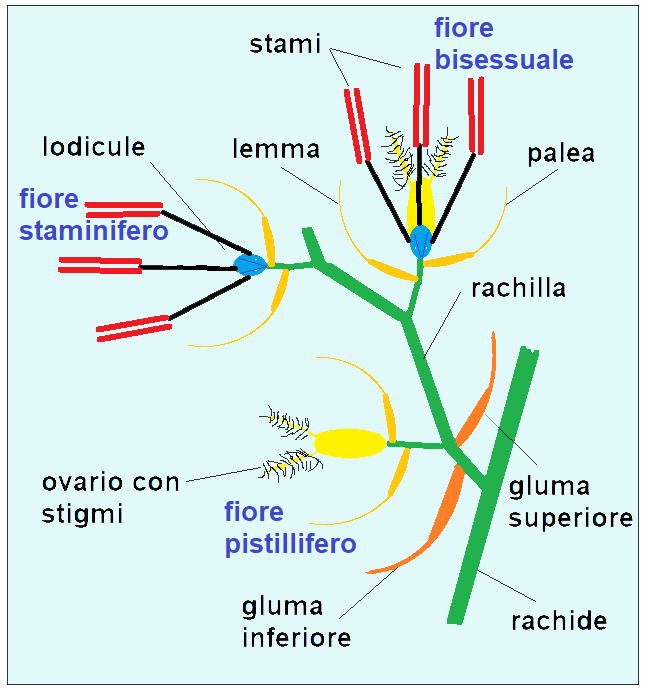
Spighetta generica con tre fiori diversi

Queste piante arrivano ad una altezza di 4 - 8 dm). La forma biologica è emicriptofita cespitosa (H caesp), sono piante erbacee, perenni, con gemme svernanti al livello del suolo e protette dalla lettiera o dalla neve e presentano ciuffi fitti di foglie che si dipartono dal suolo.

### Radici
Le radici sono fascicolate.

### Fusto
La parte aerea della pianta si presenta con cespugli ridotti o culmi isolati, eretti (o genicolato-ascendenti) e robusti. Sono presenti dei brevi stoloni basali. Non sono presenti dei fusti striscianti. I nodi per culmo sono 2 - 5.

### Foglie
Le foglie lungo il culmo sono disposte in modo alterno, sono distiche e si originano dai vari nodi. Sono composte da una guaina, una ligula e una lamina. Le venature sono parallelinervie.
- Guaina: la guaina è abbracciante il fusto.
- Ligula: la ligula, membranosa e cigliata, è molto breve (tronca). Lunghezza 0,3 - 0,5 mm.
- Lamina: la lamina, glabra o pubescente, ha delle forme piane con apice acuminato. Dimensione della lamina: larghezza 3 – 6 mm; lunghezza 3,5 – 12 cm.

### Infiorescenza
Infiorescenza principale (sinfiorescenza o semplicemente spiga): le infiorescenze hanno la forma di una ampia pannocchia piramidale e sono formate da diverse spighette. I rami inferiori sono fioriferi alla base. Le spighette fertili sono peduncolate. La fillotassi dell'inflorescenza inizialmente è a due livelli (o a due ranghi), anche se le successive ramificazioni la fa apparire a spirale. Dimensioni della pannocchia: larghezza 1 – 3 cm; lunghezza 5 – 16 cm. Lunghezza del peduncolo: 1 – 4 mm.

### Spighetta
Infiorescenza secondaria (o spighetta): le spighette, dalle forme ellittiche o lanceolate o oblunghe e compresse lateralmente, sottese da due brattee distiche e strettamente sovrapposte chiamate glume (inferiore e superiore), sono formate da 3 fiori (raramente 5 fiori). Possono essere presenti dei fiori sterili; in questo caso sono in posizione distale rispetto a quelli fertili. Alla base di ogni fiore sono presenti due brattee: la palea e il lemma. La disarticolazione in genere avviene sotto ogni fiore fertile. Le spighette sono colorate di giallo-dorato e sono lucide (più raramente sono ocracee o screziate in violetto). Lunghezza delle spighette: 5 – 8 mm (massimo 1 cm).
- Glume: le glume sono ineguali, carenate e con una-tre nervature. Lunghezza della gluma inferiore: 3 mm. Lunghezza della gluma superiore: 5 - 5,5 mm.
- Palea: la palea è un profillo lanceolato con alcune venature e margini cigliati.
- Lemma: il lemma, con peli basali lunghi 0,5 mm, all'apice termina con tre setole. Possiede una resta inserita a 1/3 dall'apice lunga 5 – 6 mm. Lunghezza del lemma: 4,5 – 5 mm (comprese le setole di 0,7 mm).

### Fiore
I fiori fertili sono attinomorfi formati da 3 verticilli: perianzio ridotto, androceo  e gineceo.
- Formula fiorale:[7]

*, P 2, A (1-)3(-6), G (2–3) supero, cariosside.
- Il perianzio è ridotto e formato da due lodicule, delle squame traslucide, poco visibili (forse relitto di un verticillo di 3 sepali). Le lodicule sono membranose e non vascolarizzate.
- L'androceo è composto da 3 stami ognuno con un breve filamento libero, una antera sagittata e due teche. Le antere (lunghe 1,8 mm) sono basifisse con deiscenza da una fessura laterale longitudinale. Il polline è monoporato.
- Il gineceo è composto da 3-(2) carpelli connati formanti un ovario supero. L'ovario, glabro e allungato, ha un solo loculo con un solo ovulo subapicale (o quasi basale). L'ovulo è anfitropo e semianatropo e tenuinucellato o crassinucellato. Lo stilo è breve con due stigmi papillosi e distinti.
- Fioritura: da maggio a agosto.

### Frutti
I frutti sono dei cariosside, ossia sono dei piccoli chicchi indeiscenti, con forme ovoidali, nei quali il pericarpo è formato da una sottile parete che circonda il singolo seme. In particolare il pericarpo è fuso al seme ed è aderente. L'endocarpo non è indurito e lineare; l'ilo è puntiforme. L'embrione è provvisto di epiblasto; ha inoltre un solo cotiledone altamente modificato (scutello senza fessura) in posizione laterale. I margini embrionali della foglia non si sovrappongono. A volte l'endosperma è liquido.

## Biologia
Come gran parte delle Poaceae, le specie di questo genere si riproducono per impollinazione anemogama. Gli stigmi più o meno piumosi sono una caratteristica importante per catturare meglio il polline aereo. La dispersione dei semi avviene inizialmente a opera del vento (dispersione anemocora) e una volta giunti a terra grazie all'azione di insetti come le formiche (mirmecoria). In particolare i frutti di queste erbe possono sopravvivere al passaggio attraverso le budella dei mammiferi e possono essere trovati a germogliare nello sterco.
Questa specie è responsabile della calcinosi enzootica dei ruminanti, con deposito di calcio nei tessuti molli inclusi muscoli e tendini, cuore e grandi arterie inclusa l'aorta. I bovini hanno difficoltà a muoversi e stare in piedi e presentano una ridotta produzione di latte. Le capre soffrono di soffi cardiaci e aritmie, perdita di peso, difficoltà a camminare, inginocchiarsi e alzarsi e una ridotta produzione di latte. I cavalli soffrono di dolori ai tendini e ai legamenti, perdita di peso e problemi di movimento.

## Tassonomia
La famiglia delle Poacee comprende circa 800 generi e oltre 9.000 specie. È una delle famiglie più numerose e più importanti del gruppo delle monocotiledoni. La famiglia è suddivisa in 12 sottofamiglie, il genere Trisetum  fa parte della sottofamiglia Pooideae, tribù Poeae, .
Il basionimo per questa specie è: Avena flavescens L., 1753

### Filogenesi
La sottotribù Aveninae fa parte della tribù Poeae Dumort., 1824 e quindi della supertribù Poodae L. Liu, 1980. All'interno della tribù, la sottotribù Aveninae appartiene al gruppo con le sequenze dei plastidi di tipo "Poeae" (definito "Poeae chloroplast groups 1" o anche "Plastid Group 1 (Poeae-type)").
All'interno delle Aveninae si individuano due subcladi. Trisetum si trova nel clade insieme ai generi Graphephorum, Lagurus, Sphenopholis, Trisetopsis e Tzveleviochloa (compresi i sinonimi Koeleria, Avellinia, Gaudinia, Leptophyllochloa, Peyritschia e Rostraria). Trisetum così come è circoscritto attualmente non è monofiletico. Secondo alcune ricerche la specie di questa voce fa parte del "Trisetum flavescens group" comprendente le specie: T. flavescens, T. gracilee alcune specie del genere Rostraria. Un recentissimo studio (2019) filogenetico propone una nuova circoscrizione del genere Trisetum con alcuni nuovi generi (la posizione tassonomica di T. flavescens però non è modificata).
Il numero cromosomico di T. flavescens è: 2n = 24, 28, 36, 38 e 40

### Variabilità
La specie di questa voce è variabile. I caratteri più soggetti a variabilità sono la pelosità, la forma, il colore e le dimensioni delle spighette. Qui di seguito sono descritte alcune entità considerate attualmente sinonimi (vedere paragrafo dei sinonimi) della specie principale:
- Trisetum splendens Presl: le foglie sono più strette e villose; le spighette sono biflore. Distribuzione: Sicilia.
- Trisetum corsicum Rouy: le foglie sono sottili; l'infiorescenza è contratta (0,8-1,5 x 3–7 mm); la pubescenza è breve o nulla. Distribuzione: Corsica.
- Trisetum burnoufii (Req. ex Parl.) Nyman: i culmi, le foglie, il rachide dell'infiorescenza e le glume sono ricoperti da una densa pubescenza appressata. Distribuzione: Corsica.
- Trisetum purpurascens DC.: le piante sono alte 20 – 70 cm; l'infiorescenza è alta 8 – 20 cm; le spighette sono lunghe 5 – 7 mm. Distribuzione: Alpi Centrali.[18]

Sono invece riconosciute valide le seguenti sottospecie.

#### Sottospecieflavescens

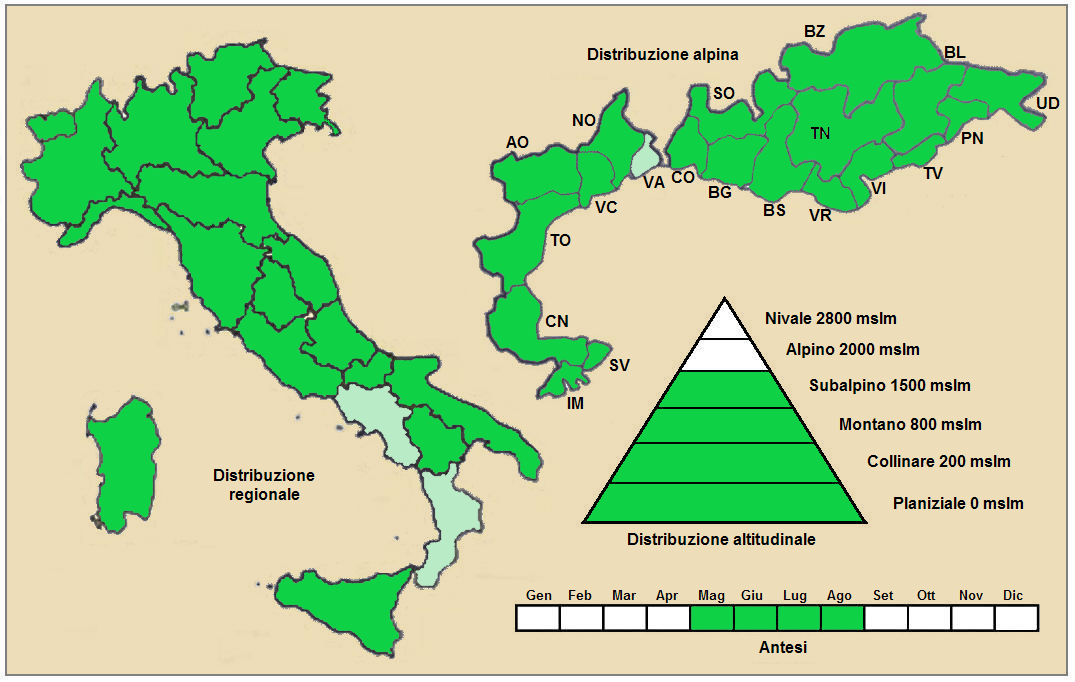
Distribuzione della sottospecie flavescens
(Distribuzione regionale – Distribuzione alpina)

- Nome scientifico: Trisetum flavescens subsp. flavescens.
- Descrrizione: è la stirpe principale.
- Geoelemento: il tipo corologico (area di origine) è Eurasiatico / Sud-Ovest Asiatico.
- Distribuzione: in Italia è una specie comunissima e si trova ovunque al Nord; un po' meno al Centro e Sud. Nelle Alpi è presente ovunque. Sugli altri rilievi europei collegati alle Alpi si trova nella Foresta Nera, Vosgi, Massiccio del Giura, Massiccio Centrale, Pirenei, Monti Balcani e Carpazi.[18] Nel resto dell'Europa e dell'areale del Mediterraneo questa specie si trova ovunque in Europa, nella Transcaucasia, in Anatolia, nell'Asia mediterranea e nel Magreb.[26]
- Habitat: gli habitat tipici per questa pianta sono i prati falciati e concimati. Il substrato preferito è calcareo ma anche siliceo con pH neutro, alti valori nutrizionali del terreno che deve essere mediamente umido.[18]
- Distribuzione altitudinale: sui rilievi queste piante si possono trovare fino a 2.200 m s.l.m. (massimo 2.700 m s.l.m.); frequentano quindi i seguenti piani vegetazionali: collinare, monatano e aubalpino (oltre a quello planiziale – a livello del mare).
- Fitosociologia:

Dal punto di vista fitosociologico alpino Trisetum flavescens appartiene alla seguente comunità vegetale:
- Formazione: delle comunità delle macro- e megaforbie terrestri

- Classe: Molinio-Arrhenatheretea

- Ordine: Arrhenatheretalia elatioris

Per l'areale completo italiano la sottospecie in oggetto appartiene alla seguente comunità vegetale:
- Macrotipologia: vegetazione delle praterie.

- Classe: Molinio-arrhenatheretea Tüxen, 1937

- Ordine: Arrhenatheretalia elatioris Tüxen, 1931

- Alleanza: Arrhenatherion elatioris Koch, 1926

Descrizione: l'alleanza Arrhenatherion elatioris fa riferimento a prati regolarmente falciati, almeno due volte l'anno (il loro abbandono conduce, spesso anche rapidamente, a fasi di incespugliamento), e concimati in modo non intensivo, su suoli relativamente profondi. Si tratta di comunità floristicamente ricche che sono distribuite dal fondovalle (alta pianura) ai 1000 m (1500 m sui pendii soleggiati). L'alleanza Arrhenatherion elatioris è distribuita in Italia settentrionale, nell'Europa centrale atlantica e nelle aree alpine e caucasiche.

#### Sottospeciegriseovirens
- Nome scientifico: Trisetum flavescens subsp. griseovirens (H.Lindb.) Dobignard, 2004
- Distribuzione: Marocco

#### Altre sottospecie
L'elenco indica alcune sottospecie non riconosciute da tutte le checklist:
- Trisetum flavescens subsp. baregense (Laffitte & Miégev.) O. Bolòs & al., 1988 - Distribuzione: Pirenei
- Trisetum flavescens subsp. corsicum  (Rouy) Cif. & Giacom., 1950 - Distribuzione: Corsica e Sardegna
- Trisetum flavescens subsp. parvispiculatum  Tzvelev, 1970 - Distribuzione: Transcaucasia
- Trisetum flavescens subsp. purpurascens  (DC.) Arcang., 1882 - Distribuzione: Europa centrale
- Trisetum flavescens subsp. serbicum  (Velen.) Hayek, 1933 - Distribuzione: Serbia
- Trisetum flavescens subsp. splendens  (C. Presl) Arcang., 1882 - Distribuzione: Europa mediterranea
- Trisetum flavescens subsp. tenue  (Formánek) Strid, 1991 - Distribuzione: Grecia

### Sinonimi
Questa entità ha avuto nel tempo diverse nomenclature. L'elenco seguente indica alcuni tra i sinonimi più frequenti:
- Avena flavescens L.
- Avenastrum flavescens (L.) Jess.
- Trisetaria flavescens (L.) Baumg.
- Trisetum pratense Pers.

#### Sinonimi per la sottospecieflavescens
- Avena burnoufii (Req. ex Parl.) Nyman
- Avena purpurascens DC.
- Avena splendens (C.Presl) Guss.
- Trisetaria burnoufii (Req. ex Parl.) Banfi & Soldano
- Trisetaria flavescens subsp. purpurascens (DC.) Banfi & Soldano
- Trisetaria flavescens subsp. splendens (C.Presl) Banfi & Soldano
- Trisetaria tenuiformis (Jonsell) Banfi & Soldano
- Trisetum barcinonense Sennen
- Trisetum bungei Boiss.
- Trisetum burnoufii Req. ex Parl.
- Trisetum corsicum Rouy
- Trisetum flavescens subsp. africanum (H.Lindb.) Dobignard
- Trisetum flavescens var. africanum H.Lindb.
- Trisetum flavescens f. lutescens (Rchb.) Buia & Morariu
- Trisetum flavescens subsp. macratherum (Maire & Trab.) Dobignard
- Trisetum flavescens subsp. parvispiculatum Tzvelev
- Trisetum flavescens subsp. tenue (Hack.) Strid
- Trisetum flavescens var. variegatum (Gaudin ex Mert. & W.D.J.Koch) Schur
- Trisetum handelii Vierh.
- Trisetum macratherum Maire & Trab.
- Trisetum parvispiculatum (Tzvelev) Prob.
- Trisetum splendens C.Presl
- Trisetum tenue (Hack.) Chrtek
- Trisetum tenuiforme Jonsell
- Trisetum transsilvanicum Schur

#### Sinonimi per la sottospeciegriseovirens
- Trisetum griseovirens H.Lindb.